# Камбоджийско-тайский пограничный конфликт (2009)
Камбоджи́йско-та́йский пограни́чный конфли́кт 2009 го́да — вооружённые столкновения на камбоджийско-тайской границе 3 апреля 2009 года между войсками Камбоджи и Таиланда за храмовый комплекс Прэахвихеа и прилегающие к нему территории. Является продолжением подобного конфликта 2008 года.

## Причины
Конфликт возник вокруг исторического наследия на границе Камбоджи и Таиланда. 7 июля 2008 года ЮНЕСКО включило храм Прэахвихеа (Преах Вихеар) в список всемирного наследия в качестве объекта, находящегося на территории Камбоджи. Сразу после этого началось нагнетание напряжённости на камбоджийско-тайской границе. Вплоть до октября 2008 года на границе происходили бои. В итоге между сторонами было заключено перемирие, но конфликт остался неразрешённым.

## Военные действия
Первые столкновения начались в ночь со 2 на 3 апреля. По словам камбоджийской стороны, поводом к началу военных действий послужило нарушение тайскими солдатами границы: «вооружённое столкновение началось в тот момент, когда тайские солдаты зашли на территорию Камбоджи. Мы ответили ракетами». Тайская сторона утверждает, что произошло недоразумение, а поводом послужило то, что один из солдат Таиланда подорвался на противопехотной мине, оставшейся возле границы со времён «красных кхмеров».
После ночного инцидента утром того же дня военные действия возобновились. Кроме стрелкового оружия применялись артиллерийские орудия. Камбоджийская сторона сообщает о двух погибших, в том числе один подорвался на мине, со стороны Таиланда ранены три человека. После утреннего боя камбоджийские войска взяли спорную территорию под свой контроль.
В последующем, конфликт возобновился и обострился в 2011 году.